# E66号線
E66号線 (E66ごうせん、英: European route E66) はヨーロッパを東西に結ぶ欧州自動車道路のAクラス幹線道路。
イタリアのフォルテッツァを基点にオーストリアを経由し、ハンガリーのセーケシュフェヘールヴァールまでを結ぶ。
2012年に、セーケシュフェヘールヴァールからソルノクまでの区間が提案された。

## 経路

### 経過する主要都市
- イタリア
  - E45号線 - フォルテッツァ
  - サン・カンディド
- オーストリア
  - シュピッタル
  - E55号線,E61号線 - フィラッハ
  - E652号線 - クラーゲンフルト
  - E57号線,E59号線 - グラーツ
- ハンガリー
  - ヴェスプレーム
  - E71号線 - セーケシュフェヘールヴァール
  - E73号線 - ドゥナウーイヴァーロシュ
  - E75号線 - ケチケメート
  - E60号線 - ソルノク